# Anna Mýzdrikova
Anna Andréyevna Mýzdrikova –en ruso, Анна Андреевна Мыздрикова– (Moscú, 22 de octubre de 1992) es una deportista rusa que compitió en gimnasia artística. Ganó dos medallas en el Campeonato Europeo de Gimnasia Artística de 2010, oro en el concurso por equipos y plata en la prueba de suelo.

## Palmarés internacional
| Campeonato Europeo | Campeonato Europeo       | Campeonato Europeo | Campeonato Europeo   |
| Año                | Lugar                    | Medalla            | Prueba               |
| ------------------ | ------------------------ | ------------------ | -------------------- |
| 2010               | Birmingham (Reino Unido) | Medalla de oro     | Concurso por equipos |
| 2010               | Birmingham (Reino Unido) | Medalla de plata   | Suelo                |